# Pseudotrapelus sinaitus
Espèce
Synonymes
- Agama sinaita Heyden, 1827
- Agama arenaria Heyden, 1827

Pseudotrapelus sinaitus est une espèce de sauriens de la famille des Agamidae. 

## Répartition
Cette espèce se rencontre en Libye, en Égypte, au Soudan, en Éthiopie, en Érythrée, en Israël, en Jordanie, en Syrie, en Arabie saoudite, aux Émirats arabes unis et en Oman.

## Description

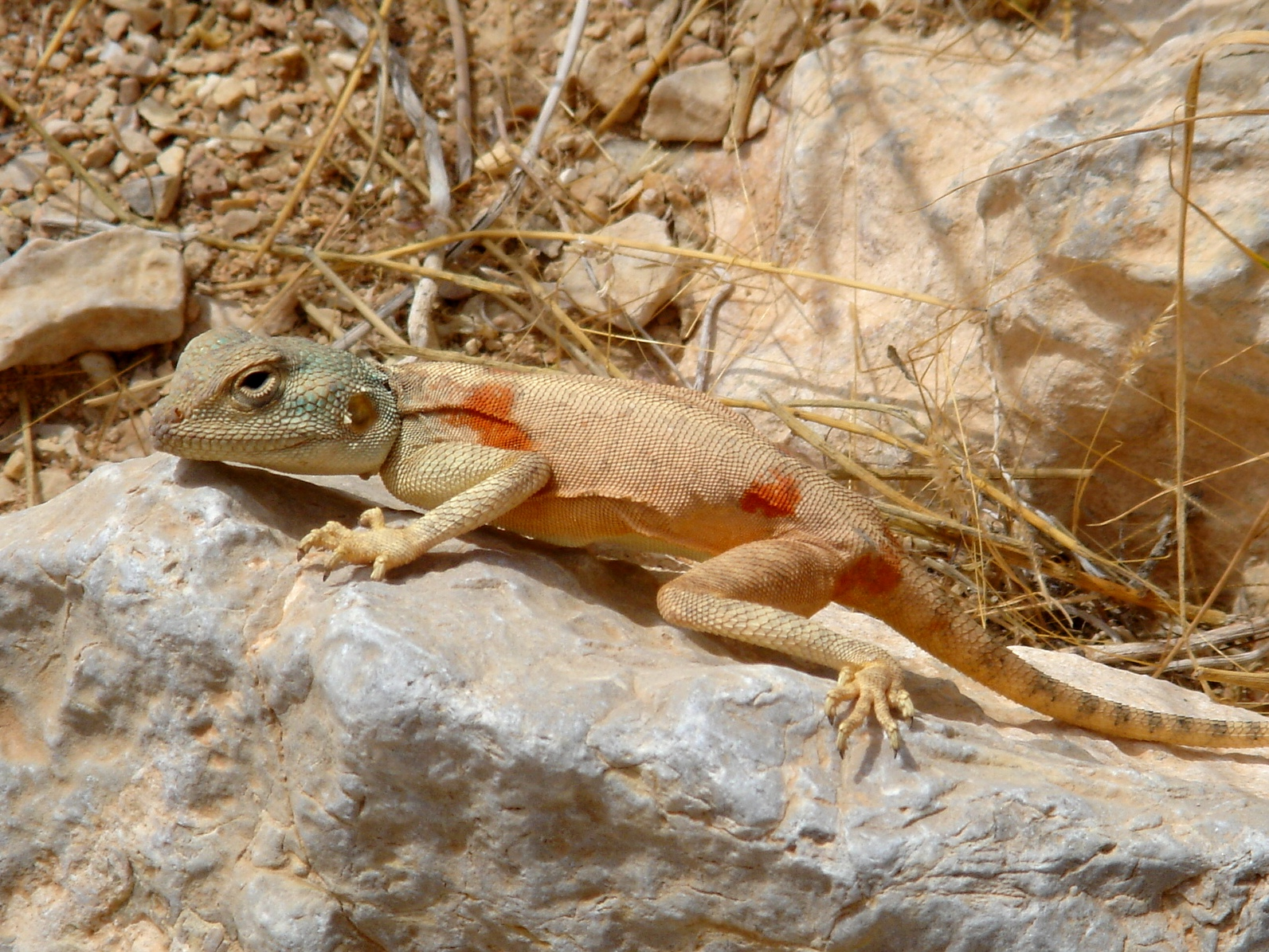
Pseudotrapelus sinaitus femelle près du fleuve Pérès en Israël.

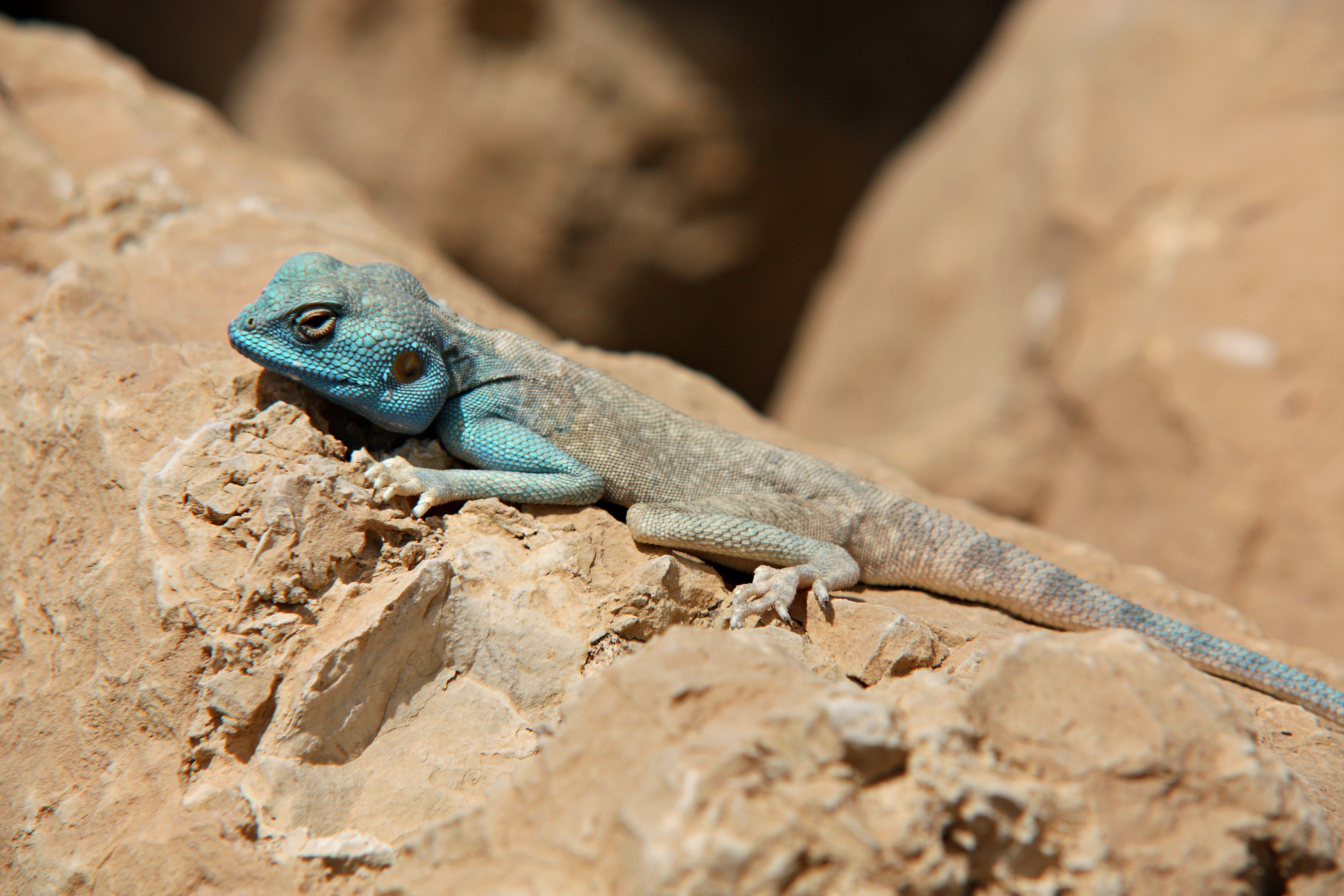
Pseudotrapelus sinaitus

C'est un lézard long de plus de 25 cm, plutôt fin, avec une queue fine et longue (plus de 2/3 de l'animal), et doté d'une tête massive.
Pseudotrapelus sinaitus est actif pendant la journée, se nourrissant d'insectes, d'autres arthropodes et de plantes. Pendant la saison des amours, les mâles prennent une couleur bleue éclatante afin d'attirer les femelles. La femelle adopte alors des taches brun-rouge.

## Liste des sous-espèces
Selon The Reptile Database (13 mai 2016) :
- Pseudotrapelus sinaitus sinaitus (Heyden, 1827)
- Pseudotrapelus sinaitus werneri Moravec, 2002

## Systématique et taxinomie
L'espèce Agama neumanni décrite en 1905 avait été placée en synonymie avec P. sinaitus par Arnold en 1980. En 2012, Melnikov et al. relève Pseudotrapelus neumanni de sa synonymie, celle-ci serait plus étroitement liée à P. aqabensis qu'à P. sinaitus.

## Étymologie
Son nom d'espèce lui a été donné en référence au lieu de sa découverte, le Sinaï.
La sous-espèce est nommée en l'honneur de Yehudah Leopold Werner.

## Publications originales
- Heyden, 1827 : Atlas zu der Reise im nördlichen Afrika. I. Zoologie. Reptilien. H. L. Brönner, p. 1-24 (texte intégral).
- Moravec, 2002 : A new subspecies of the Sinai agama Pseudotrapelus sinaitus from Southern Syria and northern Jordan (Reptilia: Squamata: Sauria: Agamidae). Abhandlungen aus dem Staatlichen Museum fur Tierkunde in Dresden, vol. 23, p. 131-140.